# Pizzo del Ramulazz
Pizzo del Ramulazz är en bergstopp i Schweiz.   Den ligger i regionen Moesa och kantonen Graubünden, i den sydöstra delen av landet, 140 km öster om huvudstaden Bern. Toppen på Pizzo del Ramulazz är 2 914 meter över havet, eller 304 meter över den omgivande terrängen. Bredden vid basen är 2,5 km.
Terrängen runt Pizzo del Ramulazz är huvudsakligen mycket bergig. Närmaste större samhälle är Biasca, 10,7 km väster om Pizzo del Ramulazz. 
I omgivningarna runt Pizzo del Ramulazz växer i huvudsak blandskog. Runt Pizzo del Ramulazz är det mycket glesbefolkat, med 2 invånare per kvadratkilometer.